# 선상도말평판배양법
선상도말평판배양법(streak plate culture technique)은 세균을 순수분리 할 수 있는 순수배양법 중 가장 보편적으로 이용하는 방법이나 도말하는 구체적인 과정에서 다양성을 보인다. 일반적으로 사용되는 방법은 보통 백금으로 균을 찍어 평판배지 위에서 지그재그로 연속적으로 도말함으로써 도말 출발점에서 멀어질수록 배지에 묻는 균의 수가 적어지는 현상을 이용하는 방법이다.
배양액을 평판배지에 선상으로 도말한 후, 독립된 순수한 집락(colony)을 얻게 되는데, 배지위의 세균들은 이분열법에 의한 무성생식을 하며 독립된 집락은 하나의 세균이 분열하여 형성된 것으로 간주하기 때문에 이렇게 형성된 집락은 유전적으로 동일한 세균들의 집단이라 볼 수 있다. 
3단계로 진행되는 도말과정에서 각 단계마다 백금이를 멸균하여 백금이에 묻은 세균을 제거함으로써 세균수를 감소시키는 효과를 증가시킨다. 따라서 선상도말의 첫 단계에는 세균들이 많이 증식하여 독립된 집락이 형성되지 않으나 두 번째나 세 번째의 단계에서는 독립된 집락들이 형성된다.